# Sega Sammy Holdings
Sega Sammy Holdings Inc. (セガサミーホールディングス, Sega Samī Hōrudingusu) est une holding japonaise fondée le 1er octobre 2004, exerçant son activité principalement dans les domaines de l'industrie vidéoludique et des divertissements.

## Histoire
La compagnie est le fruit de la fusion de deux entreprises japonaises distinctes que sont Sega Corporation, une entreprise de jeu vidéo, et Sammy Corporation, une entreprise de pachinko.
Sega Sammy Holdings gère les activités des deux principales filiales du groupe, que sont Sammy et Sega. Ces deux sociétés sont complémentaires, car il y a très peu de domaines dans lesquels elles sont en concurrence directe l'une avec l'autre ou dans lesquels leurs partenaires économiques sont les mêmes. La conséquence directe étant la construction d'un groupe stable et solide gérant autant les effectifs que les futurs axes de développements, dans le but d'équilibrer et viabiliser les activités des deux entreprises.
Les axes et les secteurs d'activités explorés par la Sega Sammy Holdings sont le développement, la production et la vente de pachinkos et d'accessoires, la production et la vente de machines de jeux électroniques ou d'arcade, le développement de jeux vidéo et de logiciels, ainsi que le marché de la location, de l'importation et de l'exportation de jeux et d'accessoires.
Le 7 mars 2005, Sammy Studios, Inc. se sépare du groupe pour continuer son activité sous le nouveau nom de High Moon Studios. Le 29 février 2008, Sammy Europe Ltd. se sépare de Sega Sammy Holdings.
Le 28 juin 2012, Sega Sammy met en place une restructuration en fermant tous les bureaux européens et australiens de Sega. Seul, Sega Europe restera indemne et traitera désormais avec Koch Media pour la distribution.
En novembre 2013, le holding rachète les actifs et reprend les opérations de la société Index, dont le studio Atlus, pour un montant total estimé à 14 milliards de yens (105 millions d'euros) selon le Nikkei.

## Principaux actionnaires
Au 23 décembre 2019:
| Satomi (famille)                    | 13,7 % |
| Sega Sammy Holdings (auto-contrôle) | 11,8 % |
| Hajime Satomi                       | 8,04 % |
| Capital Research & Management GI    | 4,48 % |
| Invesco Advisers                    | 3,12 % |
| T. Rowe Price International         | 2,59 % |
| Mackenzie Financial                 | 2,57 % |
| Nomura Asset Management             | 2,38 % |
| The Vanguard Group                  | 2,08 % |
| DWS Investments                     | 2,00 % |

## Filiales du groupe
- Sega Sammy Holdings Inc.
- Sega Sammy Investment & Partners Inc.
- Sega Sammy Golf Entertainment Inc.
- Sammy Corporation
  - Sammy Design Co., Ltd.
  - Sammy Holding Co., Inc.
  - Sammy NetWorks Co., Ltd.
  - Sammy USA Corporation
  - Sammy Retail Service Inc.
  - Sammy Systems Corporation
  - Sammy Amusement Service Co., Ltd.
- Sega Corporation
  - Index Corporation
    - Atlus

  - Relic Entertainment
  - Sonic Team
  - Ryu ga Gotoku Studio
  - Sega Networks
  - Sega Sports R&D
  - Sega GameWorks L.L.C.
  - Sega Entertainment USA, Inc.
  - Sega of America, Inc.
  - Sega Europe Ltd.
  - Sega Retail Service Inc.
  - Sega Ecole Inc.
  - Sega Bering Inc.
  - Sega Toys Ltd.
  - Sega Publishing Korea, Ltd.
  - Sega Amusement Service Co., Ltd.
  - Sega Logistics Service Co., Ltd.
  - Sega Music Network Co, Ltd.
  - Sega Holdings USA., Inc.
  - Sega Amusements USA., Inc.
  - Sega Amusement Works, LLC.
  - Sega Publishing America, Inc.
  - Sega Holdings Europe Ltd.
  - Sega Amusements Europe Ltd.
  - Sega Publishing Europe Ltd.
  - Sega (Shanghai) Software Co., Ltd.
  - Sega Shanghai Co., Ltd.
  - Sega Amusements Taiwan Ltd.
  - Sega Bee Link Co., Ltd.
  - Sega Heungsan Co, Ltd.
  - Sega Toys (Hk) Co., Ltd.
  - Shanghai New World Sega Recreation Co., Ltd.
  - Sports Interactive
  - The Creative Assembly
  - Wave Master Inc.
  - Amplitude Studios
  - Two Point Studios
- TMS Entertainment, Ltd.
  - TMS Music Co., Ltd.
  - TMS Music (Uk) Ltd.
  - TMS Music (Hk) Ltd.
  - Telecom Animation Film Co., Ltd.
- AG Square, Ltd.
- Algeria Corporation
- APANDA Inc.
- Dart Slive Co., Ltd.
- Ginza Corporation
- Ginzahanbai Corporation
- IT Communications Co., Ltd.
- IP4 Inc.
- E-address Co., Ltd.
- Oasis Park Co., Ltd.
- Japan Multimedia Services Corporation
- Japan Setup Services Co., Ltd.
- Marza Animation Planet
- Media-Trust Co., Ltd.
- Nissho Inter Life Co.,Ltd.
- Realus Inc.
- RemArt Co., Ltd.
- RODEO Co., Ltd.
- RTzen, Inc.
- Shuko Electronics Co., Ltd.
- Siege Cinema Co., Ltd.
- Taiyo Elec Co., Ltd.
- Taiyo Co., Ltd.
- Toms Photo Co., Ltd.
- Underground Liberation Force Inc.
  - Rovio Entertainement Ltd
  - Rovio Animation
  - Rovio Entertainement Oyj

## Entreprises affiliées
Entreprises ne faisant pas partie de la société, mais propriétés partielles ou connues pour travailler avec Sega Sammy.
- Dimps (Sega et Sammy sont les principaux actionnaires, avec Sony Interactive Entertainment et Bandai Namco Entertainment)
- Red Entertainment
- Sanrio (13,9%)